# Municipio de Union (condado de Jasper, Indiana)
El municipio de Union (en inglés: Union Township) es un municipio ubicado en el condado de Jasper en el estado estadounidense de Indiana. En el año 2010 tenía una población de 1586 habitantes y una densidad poblacional de 10,82 personas por km².

## Geografía
El municipio de Union se encuentra ubicado en las coordenadas 41°4′43″N 87°12′32″O / 41.07861, -87.20889. Según la Oficina del Censo de los Estados Unidos, el municipio tiene una superficie total de 146.57 km², de la cual 146,09 km² corresponden a tierra firme y (0,33 %) 0,48 km² es agua.

## Demografía
Según el censo de 2010, había 1586 personas residiendo en el municipio de Union. La densidad de población era de 10,82 hab./km². De los 1586 habitantes, el municipio de Union estaba compuesto por el 91,99 % blancos, el 0,32 % eran afroamericanos, el 0,25 % eran amerindios, el 0,13 % eran asiáticos, el 6,56 % eran de otras razas y el 0,76 % eran de una mezcla de razas. Del total de la población el 14,38 % eran hispanos o latinos de cualquier raza.